# António Simões
António Simões da Costa, mais conhecido como António Simões ou Simões MPIH • ComIH (Seixal, Corroios, 14 de Dezembro de 1943), é um ex-jogador de futebol do Benfica e da Seleção Portuguesa. Pertenceu à geração de 60, que conquistou uma Taça dos Campeões pelo Benfica, e o 3º lugar no Mundial de 1966 pela Seleção Nacional.

## Carreira

### Inicio
Decorria o ano de 1957 quando chegou aos ouvidos dos dirigentes do Almada F. C. que dois irmãos faziam "furor" pelas ruas desta cidade. Não demorou muito até irem pedir autorização a D. Palmira para que os seus dois filhos se pudessem inscrever como jogadores do clube. Os seus nomes eram Aníbal e António Simões e, se bem que um, Aníbal, tenha recusado o convite para poder continuar a estudar, António aceitou de imediato, passando a treinar e a trabalhar numa firma de máquinas de escrever. É no Almada que Simões Costa, como então era conhecido, se estrearia pelos principiantes a nível oficial, iniciando assim uma carreira gloriosa.

### Belenenses
Pouco tempo depois, o Clube de Futebol Os Belenenses convida-o para fazer testes no Restelo, só que o Almada exigiu cinquenta contos pela transferência do jovem jogador e a mesma não se realizou. Meses depois é o Sporting que surge na corrida à sua contratação. Simões passa a treinar em Alvalade recebendo 750 escudos por mês mas, uma vez que o Almada ainda não tinha recebido os tais 50 contos pela transferência, é o Benfica que chega primeiro a acordo tanto com o Almada como com a mãe de Simões.
A 3 de Janeiro fará a sua estreia contra o Belenenses, no qual marcará um golo. Ainda com dezessete anos tornou-se titular indiscutível do onze base. E, com apenas 20 anos, o Rato Mickey, como era carinhosamente chamado pelos colegas, foi considerado o melhor extremo-esquerdo da Europa.

## Selecção
Do Benfica à Selecção foi apenas um passo. Simões estaria no segundo maior feito do futebol português: a conquista do terceiro lugar no Mundial de 66. Em Inglaterra realizou exibições espectaculares, tendo mesmo marcado um golo ao Brasil de Pelé.

### Honras
A 19 de Dezembro de 1966, foi agraciado com a Medalha de Prata da Ordem do Infante D. Henrique.
Além do Benfica, Simões jogou, ainda, pelo União de Tomar, encerrando a sua carreira de jogador na América.
No seu brilhante palmarés podemos encontrar uma Taça dos Clubes Campeões Europeus, 4 Taças de Portugal, 11 Campeonatos Nacionais, tendo realizado 46 jogos com a camisola da Selecção.
A 13 de fevereiro de 2025, foi agraciado com o grau de Comendador da Ordem do Infante D. Henrique.

## Fora dos relvados
Foi candidato, não eleito, à Assembleia Constituinte pelo CDS, do círculo de Setúbal. Nas Eleições legislativas portuguesas de 1976 foi, como independente, o único deputado eleito pelo CDS no círculo Fora da Europa.
Nas Eleições autárquicas portuguesas de 2013 apoiou Bernardino Soares à Presidência da Câmara Municipal de Loures.
Foi, ainda, treinador de futebol. Foi comentador de futebol no programa Play-Off da SIC Notícias.

## Dados
- Primeira participação na selecção: 6 de Maio de 1962
- Última participação na selecção: 13 de Outubro de 1973
- Equipas onde jogou: Kansas City Comets (MISL) [1981/1982], Chicago Horizons [1980/1981], Detroit Lightning [1979/1980], Dallas Tornado [1978/1979], New Jersey Americans [1977/1978], San Jose Earthquakes (NASL) [1975/1976], Estoril Praia [1975/1976], Boston Minutemen [1974/1975], Benfica [1961/1962>1974/1975], Almada F. C. até 1961